# Pachira sordida
Pachira sordida là một loài thực vật có hoa trong họ Cẩm quỳ. Loài này được (R.E.Schult.) W.S.Alverson mô tả khoa học đầu tiên năm 1994.